# Padangan (Winong)
Padangan is een bestuurslaag in het regentschap Pati van de provincie Midden-Java, Indonesië. Padangan telt 849 inwoners (volkstelling 2010).